# Trolejbusy w Klużu-Napoce
Trolejbusy w Klużu-Napoce − system komunikacji trolejbusowej działający w rumuńskim mieście Kluż-Napoka.
Trolejbusy w Klużu-Napoce uruchomiono 7 listopada 1959. Obecnie sieć trolejbusowa liczy 22 km tras.

## Linie
W Klużu-Napoce istnieje 6 linii trolejbusowych:
- 1: Str.Bucium − P-ta 1 Mai
- 3: Str.Unirii − P-ta Garii
- 4: Str.Aurel Vlaicu − P-ta Garii
- 6: Str.Bucium − Str Aurel Vlaicu
- 7: Str.Aurel Vlaicu − Str.Izlazului
- 25: Str.Bucium − Str.Unirii

## Tabor
W Klużu-Napoce eksploatowanych jest 117 trolejbusów z czego na linie w dni robocze wyjeżdża 64 trolejbusów, a w dni wolne 23:
- ROCAR E217 − 36 trolejbusów
- Astra Citelis PS01T1 − 35 trolejbusów
- ROCAR E212 − 29 trolejbusów
- DAC/Rocar 117EA − 12 trolejbusów
- ROCAR E412 − 2 trolejbusy
- ROCAR E312 − 2 trolejbusy
- Renault Agora − 1 trolejbus